# L'École des Robinsons
L'École des Robinsons est un roman de robinsonnade de Jules Verne, paru en 1882. 

## Historique
L'œuvre est d'abord publiée dans le Magasin d'éducation et de récréation du 1er janvier au 1er décembre 1882, puis en volume in-8° à partir du 13 novembre de la même année chez Hetzel.

## Résumé
Godfrey, homme désœuvré de 22 ans, vit chez son oncle, le richissime Lord William W. Kolderup. Avant de se marier avec la jeune et jolie Phina, il demande à entreprendre un voyage en mer de deux ans. Accédant à son désir, son oncle l'envoie visiter la Nouvelle-Zélande à bord du Dream, commandé par le capitaine Turcotte, en compagnie de son mentor et professeur de maintien et de danse, le professeur T. Artelett. Malheureusement, le navire sombre à quelques encablures d'une île où Godfrey, naufragé malgré lui, devra apprendre à survivre, organiser sa vie et affronter les sauvages. Accompagné de T. Artelett, le seul autre rescapé du naufrage, l'homme blasé est confronté à l'école de la vie et découvrira[Comment ?] la valeur de l'effort et la tâche virile d'acquérir sang-froid et courage.

## Liste des personnages
- Jup Brass
- Carèfinotu
- Dean Felporg
- Gingrass
- Phina Hollaney
- William W. Kolderup
- M. Mackay
- Godfrey Morgan
- Oakhurst
- Stumpy
- Tartelett
- J.-R. Taskinar
- Capitaine Turcotte

## Commentaires
- Le terme de Robinson fait allusion à la première œuvre écrite sur des naufragés : Robinson Crusoé (1719) de Daniel Defoe.

- Grand admirateur de l'écrivain suisse alémanique Johann David Wyss, Jules Verne s'inspirera, pour l'écriture de L'École des Robinsons (ainsi que pour d'autres de ses romans), du livre à succès écrit par celui-ci en 1812 : Le Robinson suisse.

- L'École des Robinsons fait partie d'une série de romans traitant d'un thème cher à Jules Verne, le thème des naufragés, ou comment le courage et la connaissance permettent de survivre dans un milieu hostile. Dans cette série, on peut citer L'Île mystérieuse et Deux ans de vacances.